# Territorium (afhankelijk gebied)
Een territorium is een in bepaalde contexten gebruikelijke aanduiding voor een gebied met beperkte autonomie.
In veel landen met een federale structuur maakt men onderscheid tussen 'volwaardige' deelstaten of provincies enerzijds, en territoria anderzijds. De deelstaten of provincies hebben dan vaak een vrij vergaande mate van autonomie, en delen de soevereiniteit met de federatie, terwijl de territoria voor bepaalde beleidsterreinen rechtstreeks door de federale overheid (kunnen) worden aangestuurd of ondersteund en geen enkele soevereiniteit bezitten. Men spreekt in dat geval vaak van federale territoria. Dergelijke territoria zijn vaak ofwel te klein of te dunbevolkt om zelfstandig te kunnen functioneren, of ze omvatten de federale hoofdstad en zijn om die reden onttrokken aan de invloed van een specifieke deelstaat of provincie (men spreekt dan echter meestal van federaal district).
Daarnaast wordt de naam ook in het algemeen gebruikt voor 'grondgebieden' met een bijzondere status.
Voorbeelden:
- Yukon (territorium), Canada
- Noordelijk Territorium, Australië
- Brits Antarctisch Territorium
- Federale territoria die de federale hoofdstad omvatten (federale districten):
  - District of Columbia in de Verenigde Staten, valt territoriaal en administratief samen met Washington, D.C., de hoofdstad van de Verenigde Staten.
  - Federaal District in Brazilië, omvat de hoofdstad Brasilia
  - Australian Capital Territory, omvat de hoofdstad Canberra
- Territoria als onderverdeling van de provincies van de Democratische Republiek Congo (DRC).